# Реквієм (Веббер)
Реквієм Ендрю Ллойда Веббера — заупокійна меса, присвячена пам'яті батька композитора — органіста Вільяма Ллойда Веббера, що помер 1982 року. Твір написаний 1984 року, а 1986 року здобув премію Греммі у номінації «найкраща класична композиція».
Реквієм займає особливе місце як у творчості Ендрю Ллойда Веббера, так і серед інших творів цього жанру. Автор ряду мюзиклів і рок-опер, він написав лише два твори в академічному жанрі, Реквієм став другим із них (після варіацій на тему Паганіні для віолончелі). Проте і в Реквіємі Веббера доволі яскраво проявилася ро́кова стильова складова, що відрізняє цей твір серед інших творів літургійних жанрів.
Реквієм написаний для хору, трьох солістів (тенор, сопрано, дискант) і симфонічного оркестру з включенням органу, ударної установки і синтезатора. Подібно як у Реквіємі Форе, замість традиційного Agnus Dei («Агнець Божий») використовується Pie Jesu («Милостивий Ісусе»), імовірно найпопулярніший номер цього твору. Загальна структура Реквієму Веббера виглядає таким чином:
- Introit — Kyrie
- Sequence:
  - Dies irae
  - Recordare
  - Ingemisco
- Offertory — Sanctus: Sanctus
- Sanctus: Hosanna — Benedictus
- Pie Jesu
- Communion — Libera me